# 桑科斯區 (萬卡桑科斯省)
13°55′12″S 74°20′02″W / 13.9201°S 74.3339°W
桑科斯區（西班牙語：Distrito de Sancos），是秘魯的一個區，位於該國中南部阿亞庫喬大區的萬卡桑科斯省，面積1,290平方公里，海拔高度3,408米，2005年人口4,144，人口密度每平方公里3.2人。